# Po-čou
Po-čou (čínsky pchin-jinem Bózhōu, znaky 亳州) je městská prefektura ležící na severozápadě provincie An-chuej Čínské lidové republiky. K roku 2020 v ní na ploše 8 530 kilometrů čtverečných žilo téměř 5 milionů obyvatel.

## Historie
Po-čou bylo za dynastie Suej centrem komandérie, za dynastie Tchang prefektury. Roku 1355, v průběhu povstání rudých turbanů, zde rebelové vyhlásili vlastní stát – říši Sung, jejíž název odkazoval na stejnojmennou říši dobytou o století dříve Mongoly. Sungský stát záhy zanikl a vláda nové říše Ming, která vyhnala Mongoly z Číny, roku 1368 snížila status Po-čou na okresní město. Prefektura Po-čou byla obnovena až roku 1496 a trvala do roku 1912, kdy se město opět stalo sídlem okresu. Současný status města na úrovni prefektury získalo po administrativních změnách v letech 1986–2000.
Po-čou je střediskem výroby léčiv tradiční čínské medicíny. Je též významnou dopravní křižovatkou, procházejí přes něj železniční tratě z Pekingu na jih a ze Šanghaje na východ.

## Administrativní členění
Městská prefektura Po-čou se člení na čtyři celky okresní úrovně, a sice jeden městský obvod, Čchiao-čcheng, a tři okresy – Kuo-jang, Li-sin, Meng-čcheng.
| Čchiao-čcheng okres · Kuo-jang okres · Meng-čcheng okres · Li-sin |        |                       |                    |                                  |
| Název                                                             | Název  | Počet obyvatel (2020) | Rozloha km² (2020) | Hustota zalidnění (obyv. na km²) |
| český přepis                                                      | znaky  | Počet obyvatel (2020) | Rozloha km² (2020) | Hustota zalidnění (obyv. na km²) |
| Městský obvod                                                     |        |                       |                    |                                  |
| Čchiao-čcheng                                                     | 谯城区 | 1 537 231             | 2 266              | 678                              |
| Okresy                                                            |        |                       |                    |                                  |
| Kuo-jang                                                          | 涡阳县 | 1 170 719             | 2 111              | 555                              |
| Meng-čcheng                                                       | 蒙城县 | 1 101 640             | 2 141              | 515                              |
| Li-sin                                                            | 利辛县 | 1 187 254             | 2 012              | 590                              |
|                                                                   |        |                       |                    |                                  |
| Celkem                                                            | Celkem | 4 996 844             | 8 530              | 586                              |

## Významní rodáci
- Cchao Cchao (155–220), poslední kancléř a faktický vládce dynastie východní Chan
- Chua Tchuo (cca 110 – cca 208), první čínský lékař, který užíval celkovou anestezii.
- Chua Mu-lan, legendární hrdinka, která se nechala odvést do armády místo svého otce.